# Nets Katz
Nets Hawk Katz (* 1973) ist ein US-amerikanischer Mathematiker, der sich insbesondere mit Kombinatorik und Harmonischer Analysis befasst.
Katz studierte an der Rice University mit dem Bachelor-Abschluss 1990 mit 17 Jahren und wurde 1993 bei Dennis DeTurck an der University of Pennsylvania promoviert (Noncommutative Determinants and Applications). Als Post-Doktorand war er an der Yale University, der University of Edinburgh und am MSRI. Er war Assistant Professor an der University of Illinois in Chicago und Associate Professor an der Washington University in St. Louis, bevor er Professor an der Indiana University Bloomington wurde. Seit 2013 ist er Professor am Caltech.
Er forschte in additiver und geometrischer Kombinatorik, Harmonischer Analysis, geometrischer Maßtheorie und Hydrodynamik. 2010 löste er mit Larry Guth das Problem verschiedener Abstände von Paul Erdős. Er befasst sich auch mit Erweiterungen des Kakeya-Problems, die verbunden sind mit Problemen der Harmonischen Analysis. Dabei arbeitete er unter anderem mit Terence Tao und Izabella Laba zusammen.
Mit seinem ehemaligen Studenten Michael Bateman fand er die bisher besten Grenzen beim Cap Set Problem.
Mit seiner Studentin Natasa Pavlovic eröffnete er einen neuen Zugang zur Bildung von Turbulenz (mathematisch Blow Up, Bildung einer Singularität, in endlicher Zeit) bei der Euler- und Navier-Stokes-Gleichung in der Hydrodynamik und entsprechenden Regularitätsfragen der Gleichungen. Das ist eines der Millennium-Probleme. Dabei benutzten sie ein Dyadisches Modell der Gleichungen (dyadische Zerlegung des dreidimensionalen Raumes und Wavelet-Analyse), die auf ein System unendlich vieler, nichtlinear miteinander gekoppelter gewöhnlicher Differentialgleichungen führen. Sie bewiesen in drei Dimensionen bei der Euler-Gleichung und bei der (um einen Diffusionsterm modifizierten) Navier-Stokes-Gleichung mit nicht zu großer Diffusion Blow Up in endlicher Zeit in diesem Modell.
2012 war er Guggenheim Fellow. Er ist Herausgeber des Indiana University Mathematics Journal. 2014 war er Eingeladener Sprecher auf dem ICM in Seoul (The flecnode polynomial: a central object in incidence geometry). 2015 wurde ihm der Clay Research Award zugesprochen.